# Ning’an
Die Stadt Ning’an (宁安市,  Níng’ān Shì) ist eine kreisfreie Stadt der bezirksfreien Stadt Mudanjiang im Südosten der Provinz Heilongjiang in der Volksrepublik China. Sie hat eine Fläche von 7.217 km² und zählt 322.127 Einwohner (Stand: Zensus 2020).
Die Stätte Shangjing Longquanfu, der Shangjing-Hauptstadt des Bohai-Reiches (Balhae) (Bohaiguo Shangjing Longquanfu yizhi 渤海国上京龙泉府遗址), steht seit 1961 auf der Liste der Denkmäler der Volksrepublik China (1-158). Sie liegt in der Großgemeinde Bohai.

## Administrative Gliederung
Auf Gemeindeebene setzt sich die Stadt im Jahr 2012 aus einem Straßenviertel, sieben Großgemeinden, drei Gemeinden, zwei Nationalitätengemeinden, einem Staatlichen Forstbüro und einer Staatsfarm zusammen. Diese sind:
- Straßenviertel Chengqu (城区街道), Sitz der Stadtregierung;
- Großgemeinde Bohai (渤海镇);
- Großgemeinde Dongjingcheng (东京城镇);
- Großgemeinde Hailang (海浪镇);
- Großgemeinde Langang (兰岗镇);
- Großgemeinde Ning’an (宁安镇);
- Großgemeinde Shalan (沙兰镇);
- Großgemeinde Shiyan (石岩镇);
- Gemeinde Jingpo (镜泊乡);
- Gemeinde Mahe (马河乡);
- Gemeinde Sanling (三陵乡);
- Gemeinde Jiangnan der Koreaner und Manju (江南朝鲜族满族乡);
- Gemeinde Wolong der Koreaner (卧龙朝鲜族乡);
- Forstbüro Dongjingcheng (东京城林业局);
- Staatsfarm Ning’an (宁安农场).